# Узы любви (телесериал, 1959)
«Узы любви» (исп. Cadenas de amor) — мексиканская 50-серийная мелодрама с элементами драмы 1959 года производства телекомпании Telesistema Mexicano.

## Синопсис
История рассказывает о любви между молодым человеком Альфредо и зрелой женщиной Аной Марией.

## Создатели телесериала

### В ролях
- Офелия Гильмаин — Ана Мария
- Альдо Монти — Альфредо
- Анхелинес Фернандес — Ирма (злодейка)
- Маруха Грифель
- Мария Идалия — Тина
- Антонио Пасси — Федерико
- Антонио Раксель
- Виолет Габриэль
- Антонио Раксед

### Административная группа
- оригинальный текст: Эстела Кальдерон
- режиссёр-постановщик: Рафаэль Банкельс